# Zedernseidenschwanz

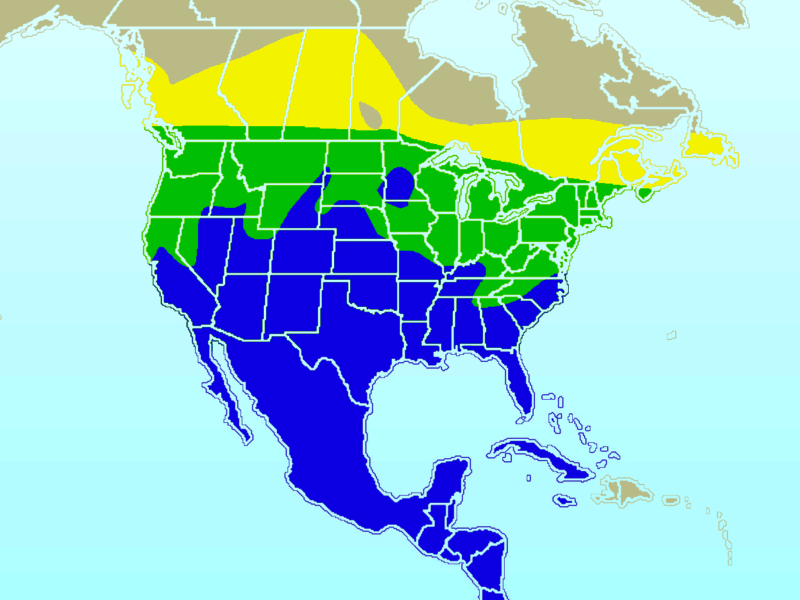
Verbreitung des Zedernseidenschwanzes:
gelb: Brutgebiet
grün: Vorkommen als Standvogel
blau: Überwinterungsgebiet

Der Zedernseidenschwanz (Bombycilla cedrorum) ist ein Singvogel aus der Familie der Seidenschwänze. 

## Merkmale
Der 15 cm lange Zedernseidenschwanz ist ein mittelgroßer Vogel mit schlichtem graubraunem Gefieder. Wie der altweltliche (paläarktische) Seidenschwanz besitzt er eine aufrichtbare Federhaube, eine schwarze Kehle, eine schwarze Augenbinde mit weißen Rändern und eine gelbe Schwanzspitze. Anders als beim Seidenschwanz sind beim Zedernseidenschwanz der Bauch gelb und die Unterschwanzdecken weiß.

## Vorkommen
Der Zedernseidenschwanz brütet in offenen Waldgebieten in Nordamerika, vor allem im südlichen Kanada und den nördlichen USA. Er lebt in lichten Wäldern, Farmen, Parks und Gärten am Stadtrand. Wenn im Winter die Nahrung knapp wird, wandern die Vögel als Invasionsvögel in den Süden. In Großbritannien wurde der Vogel zweimal gesichtet.

## Nahrung
Zedernseidenschwänze ernähren sich von Früchten und Beeren, inklusive der Beeren von Eiben. Allerdings ist der Vogel anfällig für Alkoholvergiftung und er kann sterben, wenn er zu große Mengen vergorenes Obst zu sich genommen hat. In der Brutzeit gehören auch Insekten zur Nahrung. Seine Vorliebe für die Beerenzapfen der Virginischen Rotzeder gab dem Vogel seinen Namen. Außerhalb der Brutsaison gehen die Vögel in Schwärmen auf Nahrungssuche.

## Fortpflanzung

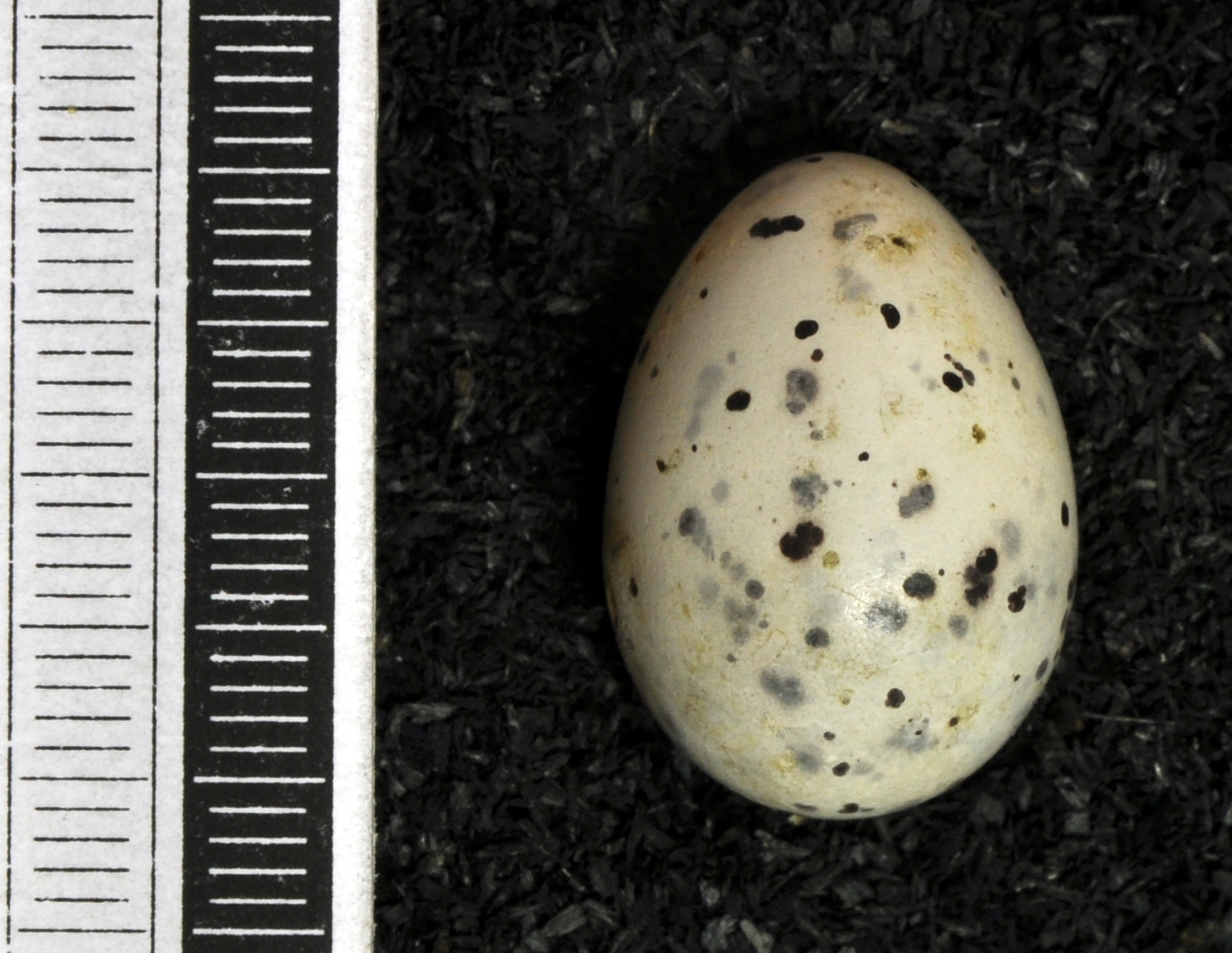
Ei, Sammlung Museum Wiesbaden

In einem lockeren, schalenförmigen Nest aus Zweigen, Gras und Moos auf einem waagrechten Ast werden 3–6 Eier gelegt, die 12–14 Tage bebrütet werden. Nach 17–19 Tagen verlassen die Jungen das Nest.